# Jurij Pavlovics Guszev
Jurij Pavlovics Guszev (1939. január 28. –) orosz költő, aki a teljes Balassi-életművet orosz nyelvre fordította.
Guszev fiatalon egy kárpátaljai magyar faluban irodalmat tanított, akkor ismerkedett meg a magyar nyelvvel.
Balassi-érdemeit 15 éves munka alapozta meg. Ennek eredményeként 2007 tavaszán a BiblioGlobuszban, Moszkva legnépszerűbb könyváruházában, azon belül az Irodalmi Kávéházban bemutatták Balassi Bálint teljes költői életművét orosz kiadásban. Az Orosz Tudományos Akadémia „Nauka” kiadójának „Irodalmi emlékek” című sorozatában megjelent mű a legelső olyan idegen nyelven megjelent fordításkötet, amelyben a teljes Balassi költői életmű napvilágot látott.

## Díjai
2008-ban Budán átvehette a Balassi Bálint-emlékkardot az orosz nyelvű Balassi-összes szerkesztéséért, részben alkotásáért.
2020-ban Balassi Műfordítói Nagydíjjal tüntették ki.

## Fordításai
Fordításai magyar nyelvről a teljesség igénye nélkül:
- Вина (Németh László: Gyász)
- Милосердие (Németh László: Irgalom)
- Старомодная история (Szabó Magda: Régimódi történet)
- Градооснователь (Konrád György: A városalapító)
- Соучастник (Konrád György: A cinkos)
- Kertész Imre:
  - Без судьбы (Sorstalanság)
  - Кадиш по нерожденному ребенку (Kaddis a meg nem született gyermekért)
  - Самоликвидация (Felszámolás)
  - Английский флаг (Az angol lobogó)
- Гунны в Париже (Illyés Gyula: Hunok Párisban)
- Турецкие письма (Mikes Kelemen: Törökországi levelek)[2][3]